# Allozetes latus
Allozetes latus är en kvalsterart som beskrevs av Tseng 1984. Allozetes latus ingår i släktet Allozetes och familjen Austrachipteriidae. Inga underarter finns listade i Catalogue of Life.